# Dubăsari (ort i Moldavien)
Dubăsari ( moldaviska: Дубэсарь, ryska: Дубоссары) är en ort i Moldavien. Den ligger i distriktet Unitatea Teritorială din Stînga Nistrului, i den östra delen av landet, direkt öster om floden Dnestr i regionen Transnistrien. Dubăsari ligger 39 meter över havet och antalet invånare är 23 254.
Terrängen runt Dubăsari är huvudsakligen platt. Dubăsari ligger nere i en dal. Trakten runt Dubăsari består till största delen av jordbruksmark.